# 1 март
1 март е 60-ият ден в годината според григорианския календар (61-ви през високосна година). Остават 305 дни до края на годината. В Древен Рим от 1 март започва новата година по римския календар, съответно и мандата на избраната от народа магистратура.

## Събития
- 86 пр.н.е. г. – Битка при Херонея: Римляните съумяват да превземат Атина.
- 317 г. – Константин I провъзгласява сина си Крисп за цезар в Сердика и го изпраща като префект на Галия.
- 1331 г. – Османският владетел Орхан Гази превзема Никея.
- 1462 г. – Френската благородничка Шарлот дьо Валоа, дъщеря на крал Шарл VII и неговата метреса Агнес Сорел, сключва брак с граф Жак дьо Брезе.
- 1555 г. – Нострадамус публикува книгата „Столетия“, съдържаща предсказания за събития от европейската история.
- 1562 г. – Във френския град Васи католици-екстремисти избиват над 1000 хугеноти, което е начало на Религиозната война в тази държава.
- 1565 г. – В Бразилия е основана колонията Рио де Жанейро.
- 1700 г. – В Швеция е въведен нов календар, известен като Шведски календар.
- 1803 г. – Охайо става 17-ият щат на САЩ.
- 1841 г. – Атанас Иванов открива в Стара Загора взаимно училище, с днешно име СОУ „Иван Вазов“.
- 1845 г. – Президентът на САЩ Джон Тайлър приема законопроект, с който САЩ анексира Република Тексас.
- 1848 г. – Германска революция 1848/49: Започва Мартенската революция в Баден с окупирането на сградата на баденския парламент в Карлсруе.
- 1859 г. – Експедицията на английския полярен изследовател Френсис Макклинток достига северния магнитен полюс.
- 1872 г. – В САЩ е открит Йелоустоун – първият национален парк в света.
- 1873 г. – Фирмата „E. Remington & Sons“ започва производство на първите пишещи машини за масова употреба.
- 1878 г. – Направено е първото зимно изкачване на връх Ането – най-високият връх в Пиренеите от Роже дьо Монт, Б. Куреж и Б. и В. Паже.
- 1879 г. – Положен е основният камък на мавзолея костница на руските войни в Разград от княз Александър Дондуков-Корсаков.
- 1881 г. (стар стил) – Убийството от първомартовци на руския цар и император Александър II.
- 1896 г. – Анри Бекерел открива радиоактивността.
- 1912 г. – Създадена е Военната академия „Георги Раковски“
- 1912 г. – Американецът Албърт Бери извършва първия парашутен скок от самолет.
- 1921 г. – Съюзниците влизат в Германия, за да я принудят да плаща репарации след Първата световна война.

- 1932 г. – Основан е уругвайският футболен отбор Данубио от българските имигранти Мигел и Хуан Лазароф.
- 1932 г. – Създадена е марионетна държава Манджоу-Го от Япония в китайската област Манджурия, която просъществува до 15 август 1945 г.
- 1934 г. – Крайцерът Аякс е спуснат на вода.
- 1936 г. – Излиза първият брой на вестник Дневен Труд в София.
- 1936 г. – Излиза първият брой на списанието Боен подвиг, издавано от Обществото на кавалерите на ордена за храброст.
- 1941 г. – Втората световна война: Министър-председателят Богдан Филов подписва договора за присъединяване към Тристранния пакт, с което се слага край на политиката на неутралитет и Царство България става съюзник на Нацистка Германия.
- 1941 г. – В Нашвил (щата Тенеси) започва да излъчва първата УКВ радиостанция.
- 1943 г. – Подписана е Доломитската декларация.
- 1945 г. – Саудитска Арабия влиза във Втората световна война на страната на Съюзниците.
- 1946 г. – Английската централна банка е национализирана заради операция Бернхард.
- 1947 г. – Започва работа Международният валутен фонд.
- 1948 г. – Излиза първият брой на списанието Нова македонка.
- 1950 г. – Студената война: Клаус Фукс е обвинен в шпионаж в полза на Съветския съюз, който се състои в предаване на строго секретни планове на атомната бомба.
- 1954 г. – САЩ извършват опит с 15-мегатонна водородна бомба на атол Бикини в Тихия океан.
- 1954 г. – Националисти от Пуерто Рико атакуват сградата на Конгреса във Вашингтон, ранявайки петима членове на парламента.
- 1961 г. – Президентът на САЩ Джон Кенеди учредява Корпуса на мира.
- 1966 г. – Съветската космическа сонда Венера 3 се разбива на повърхността на Венера, ставайки първият обект с човешки произход достигнал повърхността на друга планета.
- 1966 г. – Основан е Централният институт по изчислителна техника.
- 1973 г. – Състои се премиерата на анимационния филм Паяжината на Шарлот.
- 1978 г. – Ковчегът с тялото на Чарли Чаплин е откраднат от швейцарско гробище, с цел откуп.
- 1980 г. – Открит е естественият спътник на Сатурн – Елена.
- 1982 г. – Спускаемият модул на съветския космически апарат Венера 13 достига повърхността на Венера.

- 1986 г. – Открит е естественият спътник на Уран – Жулиета – на снимки, заснети от апарата Вояджър 2.
- 1990 г. – Мамили е обявен за национален парк.
- 1991 г. – Състои се премиерата на американския филм „Дъ Дорс“
- 1992 г. – Босна и Херцеговина провежда референдум за отделяне от Социалистическа федеративна република Югославия.
- 1996 г. – Изстреляна е космическата станция Фрийдъм.
- 1999 г. – Влиза в сила Отавската конвенция, която забранява използването, складирането, производството и трансфера на противопехотни мини и предвижда тяхното унищожаване.
- 2001 г. – Започва официално преброяване на населението в България.
- 2002 г. – В Испания излиза от обращение националната дотогава валута песета, която е заменена с евро.
- 2003 г. – Международният наказателен съд встъпва в длъжност в Хага.
- 2003 г. – Създадена е Комисията за финансов надзор на Република България.
- 2003 г. – Създадена е Службата за гражданство и имиграция на САЩ.
- 2007 г. – Закрита е Агенцията за чуждестранна помощ.
- 2007 г. – Балеарските острови получават автономен статут.
- 2008 г. – Образуван е Забайкалски край като субект на Руската федерация, след сливането на Читинска област и Агински-Бурятския автономен окръг.
- 2009 г. – Официално е открито Радио Видин – проект на Българското национално радио.

## Родени
- 1445 г. – Сандро Ботичели, италиански художник († 1510 г.)
- 1554 г. – Уилям Стафорд, английски икономист († 1612 г.)
- 1810 г. – Фредерик Шопен, полски композитор († 1849 г.)
- 1846 г. – Киро Тулешков, български книжовник († 1904 г.)
- 1858 г. – Васил Данаджиев, български офицер († 1885 г.)
- 1858 г. – Георг Зимел, немски философ († 1918 г.)
- 1859 г. – Георги Янков, български военен деец († 1920 г.)
- 1866 г. – Стоян Пушкаров, български военен деец († 1925 г.)
- 1871 г. – Йоаким Лептидис, гръцки духовник († 1931 г.)
- 1875 г. – Жан Огюст Мари Тийо, френски офицер († 1956 г.)
- 1875 г. – Кирил Пърличев, български революционер († 1944 г.)
- 1876 г. – Анри дьо Байе-Латур, белгийски дипломат, 3-ти президент на МОК († 1942 г.)
- 1878 г. – Георги Йорданов, български политик († 1950 г.)
- 1879 г. – Александър Стамболийски, министър-председател на България († 1923 г.)
- 1880 г. – Литън Стрейчи, английски писател († 1932 г.)
- 1881 г. – Александър Кипров, български революционер († 1931 г.)
- 1886 г. – Оскар Кокошка, австрийски художник († 1980 г.)
- 1887 г. – Георг-Ханс Райнхарт, германски офицер († 1963 г.)
- 1897 г. – Сава Гановски, български политик († 1993 г.)
- 1904 г. – Глен Милър, американски музикант († 1944 г.)
- 1910 г. – Дейвид Нивън, британски актьор († 1983 г.)
- 1916 г. – Георги Пачеджиев, български футболист († 2005 г.)
- 1921 г. – Петър Куцаров, български художник († 2015 г.)
- 1921 г. – Ричард Уилбър, американски поет († 2017 г.)
- 1922 г. – Ицхак Рабин, министър-председател на Израел, Нобелов лауреат през 1994 († 1995 г.)
- 1923 г. – Неделчо Чернев, български режисьор († 2000 г.)
- 1924 г. – Доналд Слейтън, американски летец († 1993 г.)
- 1926 г. – Атанас Бояджиев, български композитор († 2017 г.)
- 1926 г. – Людмила Исаева, българска поетеса († 1991 г.)
- 1927 г. – Димитър Панделиев, български писател († 1994 г.)
- 1927 г. – Хари Белафонте, американски актьор († 2023 г.)
- 1929 г. – Георги Марков, български писател († 1978 г.)
- 1939 г. – Цветан Тодоров, български философ († 2017 г.)
- 1942 г. – Ричард Майърс, американски генерал
- 1942 г. – Сократ Мойсов, македонски футболист
- 1943 г. – Георги Китов, български археолог († 2008 г.)
- 1944 г. – Роджър Долтри, английски музикант (The Who)
- 1946 г. – Лиляна Димитрова-Тодорова, български езиковед († 2018 г.)
- 1947 г. – Дора Христова, български диригент
- 1949 г. – Виолета Димитрова, български хирург
- 1952 г. – Мартин О'Нийл, североирландски футболист
- 1952 г. – Стивън Барнс, американски писател
- 1954 г. – Рон Хауърд, американски режисьор
- 1956 г. – Юрий Трутнев, руски политик
- 1958 г. – Бертран Пикар, швейцарски учен
- 1963 г. – Томас Андерс, германски рок музикант (Modern Talking)
- 1964 г. – Пол Льо Гуен, френски футболист
- 1965 г. – Емил Съндой, румънски футболист
- 1966 г. – Зак Снайдър, американски режисьор
- 1967 г. – Францобел, австрийски писател
- 1969 г. – Хавиер Бардем, испански актьор
- 1970 г. – Ути Бъчваров, български актьор
- 1973 г. – Добромир Георгиев, български поет
- 1974 г. – Мария Манакова, сръбска шахматистка
- 1974 г. – Ромина Мондело, италианска актриса
- 1974 г. – Светослав Бърканичков, български футболист
- 1978 г. – Дженсън Екълс, американски актьор
- 1983 г. – Алисия, попфолк певица
- 1983 г. – Даниел Карвальо, бразилски футболист
- 1983 г. – Джорджие Четкович, черногорски футболист
- 1983 г. – Станка Златева, българска състезателка по борба
- 1985 г. – Андреас Отъл, немски футболист
- 1987 г. – Кеша, американска поп изпълнителка
- 1989 г. – Карлос Вела, мексикански футболист
- 1994 г. – Джъстин Бийбър, канадски изпълнител
- 1995 г. – Мария Сотирова, българска актриса

## Починали
- 589 г. – Свети Давид, патрон на Уелс (* 500 г.)
- 1383 г. – Амадей VI Савойски, граф на Савоя (* 1334 г.)
- 1643 г. – Джироламо Фрескобалди, италиански композитор (* 1853 г.)
- 1697 г. – Франческо Реди, италиански лекар, натуралист и поет (* 1626 г.)
- 1792 г. – Леополд II, император на Свещената Римска империя (* 1747 г.)
- 1862 г. – Питър Барлоу, британски математик, (* 1776 г.)
- 1865 г. – Анна Павловна, кралица на Нидерландия (* 1795 г.)
- 1875 г. – Матей Преображенски, български възрожденец (* 1828 г.)
- 1875 г. – Хенри Келет, ирландски хидролог (* 1806 г.)
- 1878 г. – Сава Геренов, български революционер (* 1852 г.)
- 1905 г. – Сава Михайлов, български революционер (* 1877 г.)
- 1911 г. – Якоб Вант Хоф, холандски химик, Нобелов лауреат през 1901 (* 1852 г.)
- 1914 г. – Иван Кършовски, български революционер (* 1839 г.)
- 1916 г. – Муне-Сюли, френски артист (* 1841 г.)
- 1925 г. – Оскар Ленц, германски изследовател (* 1848 г.)
- 1931 г. – Елисей Манов, български обществен деец (* ? г.)
- 1932 г. – Никола Пасхов, български революционер (* 1862 г.)
- 1936 г. – Михаил Кузмин, руски писател (* 1871 г.)
- 1938 г. – Габриеле д'Анунцио, италиански писател (* 1863 г.)
- 1944 г. – Георги Ликин, български партизанин (* 1889 г.)
- 1950 г. – Алфред Кожибски, философ семиотик (* 1879 г.)
- 1964 г. – Петър Романовски, руски шахматист (* 1892 г.)
- 1971 г. – Иван Снегаров, български историк (* 1883 г.)
- 1972 г. – Марко Рясков, български икономист (* 1883 г.)
- 1972 г. – Моше Снех, израелски комунист (* 1909 г.)
- 1984 г. – Джеки Куган, американски актьор (* 1914 г.)
- 1991 г. – Едуин Ланд, американски изобретател (* 1909 г.)
- 1992 г. – Мари Деа, френска актриса (* 1919 г.)
- 1995 г. – Владислав Листев, телевизионен водещ (* 1956 г.)
- 1995 г. – Георгес Кьолер, германски биолог, Нобелов лауреат през 1984 г. (* 1946 г.)
- 1997 г. – Ханс Роберт Яус, германски историк (* 1921 г.)
- 2006 г. – Александър Фол, български историк (* 1933 г.)
- 2012 г. – Лучио Дала, италиански поп певец, музикант и композитор (* 1943 г.)
- 2014 г. – Ален Рене, френски режисьор (* 1922 г.)

## Празници
- Православна църква – св. Евдокия
- Международен ден за борба против ядреното оръжие (отбелязва се по решение на Международната конференция за забрана на атомното и водородното оръжие, състояла се през 1977 г. в Хирошима (Япония)
- Международен ден на гражданската защита – Годишнина от създаването през 1972 г. на Международната организация за гражданска защита
- Световен ден на котката (в зависимост от конкретната държава, може да се отбелязва и на 8 август)
- Босна и Херцеговина – Ден на независимостта (от Югославия, 1992 г., национален празник)
- България – Баба Марта
- Италия – Матроналии – В чест на Юнона Луцина – покровителка на майчинството
- Румъния – Марцишор (Mărţişor)
- Уелс (Великобритания) – Ден на Свети Давид (национален празник)
- Швейцария – Ден на републиката
- Празник на органите за логистично осигуряване в Българската армия - Определен е със заповед на министъра на отбраната от 23 януари 2001 г. От 1995 г. до 2000 г. денят се празнува на 21 ноември като Ден на тиловите органи и служители от Управление "Материално-техническо осигуряване", а през 2000 г. - от Главно управление "Материално-техническо и медицинско осигуряване" при Генералния щаб на Българската армия. За първи път като Празник на органите по логистика на Българската армия се отбелязва през 2001 г.￼